# Caguit
Caguit, oficialmente denominado Cawit, es un barrio rural de la ciudad de Zamboanga, municipio de primera categoría perteneciente a la provincia de Zamboanga del Sur en la Región Administrativa de Península de Zamboanga (Región IX) situada al suroeste de la República de Filipinas  en la isla de Mindanao.

## Geografía
Situado en la costa occidental del Mar de Joló a 13,35 km del centro de la ciudad, accesible por carretera y también por mar.
Visto desde el mar destaca un fondo natural en terreno ascendente hacia las tierras altas. El lugar es verde cuando uno entra en su interior, donde baja un arroyo claro.
Su término linda al norte con los barrios de Tulungatung y de Maasin; al sur con el Estrecho de Basilán; al este con el barrio de Sinunuc; y al oeste con el barrio de Recodo.

### Demografía
En el año 2007 contaba con 9305 habitantes que ocupaban 740 hogares. En 2010 la población desciende a 9124 habitantes.

## Historia
Algunos ancianos del lugar todavía recuerdan las historias de sus antepasados que vivían en este lugar al margen del Imperio español en Asia y Oceanía (1520-1898).
La historia sucedió  antes de la llegada de los españoles en la península de Zamboanga cuando algunos marineros recién desmbarcados caminaban por la orilla del mar buscando refugio bajo un gran árbol de mango. Las personas que suben a los cocoteros se les conoce como los derriba-cocos o Taga-Kawit.
Los españoles les preguntaron en español sobre el nombre del lugar, pero ellos pensaban que les preguntaban por su oficio.
Los hombres blancos llamaron a este lugar Caguit.
En 1937 Caguit obtiene la condición de barrio en virtud de la Commonwealth Act N.º 39.

## Administración
Su alcalde (Punong Barangay) es Rey P. Modillas. Forma parte del Distrito I.

## Festividades
Su fiesta patronal se celebra el  último sábado del mes de octubre.